# Kvacsala János
Kvacsala János, Ján Kvačala, Johann Kvačala (Petrőc (Petrovác), Bács-Bodrog megye, 1862. február 9. – Bécs, 1934. június 9.) bölcseleti és teológiai doktor, dorpáti egyetemi rendes tanár.

## Élete
Középiskolai tanulmányait a szarvasi ágostai evangélikus gimnáziumban, a bölcselet és teológiát a pozsonyi evangélikus teológiai akadémián és a lipcsei egyetemen végezte, ahol bölcseleti doktori oklevelet nyert. 1886-tól 1893-ig a pozsonyi ágostai evangélikus líceumon működött, előbb mint helyettes, majd, midőn tanári oklevelet szerzett, mint rendes tanár; a szlovák nyelvet tanította. Az 1891-1893. évi egyetemes zsinaton a pozsonyi ágostai evangélikus líceumot képviselte, 1893 júliusában a bécsi teológiai fakultás teológiai doktorsággal tüntette ki és egyidejűleg a dorpáti (jurjevi) orosz egyetemen az egyháztörténelem tanárául hívta meg, ahol decemberben foglalta el állását. A szünidőben rendesen utazásokat tett Németországban, Angliában, Hollandiában és Svédországban, Comeniusra vonatkozó adatokat keresve; egyúttal külföldi levéltárakban is tett kutatásokat magyar vonatkozású kéziratok végett.

## Írásai
Cikkei a Magyar Könyv-Szemlében (1889-90. Kiegészítések és magyarázatok Szabó Károly Régi Magyar Könyvtára II. kötetéhez); a Budapesti Szemlében (1889. Comenius és a Rákóczyak, 1891. Egy félszázad a magyarországi philosophia történetéből); az Ung. Revueben (1889. Johann Heinrich Alstedt); a Századokban (1899. Drábik Miklós, egy álpróféta a XVII. században, könyvism., 1892. Az angol-magyar érintkezések történetéhez 1620-70., A finn-magyar nyelvösszehasonlítás első nyomai, ugyanez az Ung. Revueben és könyvism., 1898. II. Rákóczy Ferencz porosz összeköttetései); a Prot. Szemlében (1890. A XVII. századbeli chiliasmus történetéhez, Kalinka Joachim első vizsgálati fogsága, 1892. Szemle a legújabb Comenius-irodalom terén); az Egyetemes Philol. Közlönyben (1890. Plato Symposionja és az akadémia); az Irodalomtörténeti Közleményekben (1893. A pozsonyi ev. lyceum kézirattárából: br. Wesselényi Miklós, Kazinczy Gábor és Berzsenyi levelei, Magyar vonatkozású kéziratok a poseni kir. levéltárban); a Történelmi Tárban (1893. II. Rákóczy György fejedelem történetéhez).

## Művei
- Bisterfeld János Henrik életrajza. Budapest, 1891. (Különnyomat a Századokból.)
- Johann Amos Comenius. Sein Leben und seine Schriften. Leipzig u. Wien, 1892. (Ism. Századok 837. 1., Prot. Egyh. és Isk. Lap 46. sz.).
- Irenische Bestrebungen zur Zeit des dreissigjährigen Krieges. Dorpat, 1894.
- Kurzer Bericht über meine Forschungsreisen. Uo. 1895. (Acta et commentationes Imp. universitatis Juriviensis.)
- Fünfzig Jahre im preussischen Hofprediger-Dienste. Uo. 1896.